# Нурмучаш (Волжский район)
Нурмучаш — деревня в Волжском районе Республики Марий Эл. Входит в состав Карамасского сельского поселения.

## География
Находится в южной части республики Марий Эл на расстоянии приблизительно 47 км по прямой на северо-восток от районного центра города Волжск и в 2 км к северо-востоку от центра сельсовета, деревни Чодраял. В 100 метрах от деревни, на левом берегу реки Пез, поставлен камень памяти легендарному герою Чоткару.

## История
Известна с 1839 года как выселок с 4 дворами и 14 душами мужского пола. По преданию первым поставил здесь свой дом Чойн, выходец из деревни Овдасола современного Моркинского района. По другой версии первопоселенца звали Пекына, он построил здесь мельницу. Каждый ставил свой дом там, где ему было удобно. Постепенно жители поставили свои дома улицей, а образовавшуюся деревню назвали Нурмучаш, что переводится как «конец поля».
В «Списке населённых мест Российской империи», изданном по данным 1859 года, населённый пункт упомянут как казённый околоток Нурмучакш 2-го стана Царевококшайского уезда Казанской губернии, при речке Пезе, расположенный в 103 верстах от уездного города Царевококшайск. Здесь насчитывалось 17 дворов и проживало 110 жителей (55 мужчин и 55 женщин). Население пользовалось колодезной и речной водой. В 1867 году околоток уже входил в состав Сотнурской волости, было 16 дворов.
В 1887 году тут было 24 двора марийцев, проживали 52 православных и 60 язычников. Имелись 31 лошадь, 48 голов крупного и 117 голов мелкого рогатого скота. В 1909 году в 24 дворах проживало 114 человек (57 мужчин, 57 женщин).
В 1921 году в деревне в 27 дворах проживали 112 жителей. В 1925 году деревня Нурмучаш-Карамас относилась к Карамасскому райсельсовету Моркинского кантона Марийской АО, там проживало 120 марийцев.
В 1931 году образовался колхоз «Пионер», в который первыми вступили 11 хозяйств. Было раскулачено 3 семьи. Колхоз считался самым богатым в Карамасах, по тогдашним меркам получал хорошие урожаи. Было 7 пасек, но продать урожай было трудно.
В войну из 38 человек, ушедших на фронт, вернулся 21. Председатель колхоза не сдавал весь хлеб государству, и благодаря этому колхозники не голодали, а многодетным семьям давали дополнительно хлеба. Колхозников кормили во время страды. Однако не обошлось и без трудностей: ели крапиву, жёлуди. В деревню были эвакуированы 4 семьи: две из Ленинграда и две из Эстонии. Местные жители помогали им продуктами и одеждой.
После войны колхоз довольно быстро встал на ноги, но в 1951 году он вошел в состав колхоза «Москва» с центральной усадьбой в деревне Чодыраял. В этом году пчеловод М. М. Микубаев участвовал в ВДНХ. В том же году деревня была электрифицирована: подключилась к Карамасской ГЭС (в 1963 году — к Единой энергетической системе). В 1955 году было проведено радио. В 1956 году деревня из ликвидированного Сотнурского района перешла в состав Волжского.
В 1980 году в деревне Нурмучаш Карамасского сельсовета Волжского района находилось 29 хозяйств, проживало 187 человек (116 женщин, 71 мужчина), большинство составляли марийцы. В деревне находилась усадьба производственного назначения колхоза «Москва». Население имело 18 велосипедов и 2 мотоцикла. Было электричество, радио, жители пользовались водой из 2 колодцев. Все жилые дома были одноэтажные, большинство из них — послевоенные. Фельдшерско-акушерский пункт, дом культуры и библиотека находились в деревне Чодыраял, участковая больница и аптека — в селе Сотнур, восьмилетняя школа — в деревне Новый Карамас (заканчивали учиться в средней школе деревни Чодыраял).

## Население
| 2002 | 2010 |
| ---- | ---- |
| 92   | ↘79  |

В 2003 году по данным текущего учёта в деревне проживало 100 человек (47 мужчин и 53 женщины) в 31 доме (большинство — марийцы), а согласно переписи 2002 года — 92 человека (44 мужчины, 48 женщин, марийцы — 99 %). По переписи 2010 года — 79 человек (32 мужчины, 47 женщин). Жители разговаривают на марийском языке, посещают молельные рощи около озера Пезмучаш.

## Инфраструктура
В деревню в 1990 году был подведен газ, в 1986 году была заасфальтирована улица, в 1987 году построен водопровод. Сейчас в деревне работает водонапорная башня и 4 колонки, колодцев нет. Жители деревни работают на ферме по откармливанию бычков.